# ディオスコロ・プエブラ
ディオスコロ・プエブラ（Dióscoro Teófilo Puebla Tolín、1831年2月25日 - 1901年10月24日）は、スペインの画家である。歴史画や肖像画を描き、王立サン・フェルナンド美術アカデミーで教えた。

## 略歴
スペイン北部、ブルゴス県のメルガル・デ・フェルナメンタル(Melgar de Fernamental)で生まれた。Carrión de los Condesの学校で学んだ後、カスティーリャ・イ・レオン州のパレンシアに設立された市立絵画学校(Escuela Municipal de Dibujo de Palencia) に入学した。同時期の学生にはホセ・カサード・デル・アリサール(José Casado del Alisal: 1832-1886)らがいる。1845年からマドリードの王立サン・フェルナンド美術アカデミーに進み、ホセ・デ・マドラーソやカルロス・ルイス・デ・リベーラ(Carlos Luis de Ribera y Fieve)に学んだ。
1858年に3年間の奨学金を得てローマに留学し、ローマでは有名なカフェ、アンティコ・カフェ・グレコに集ったスペイン人芸術家の一人となり、 さらに留学は2年間延長され、フィレンツェやヴェネツィアを訪れ、小説家のペドロ・アントニオ・デ・アラルコンと、ナポリやポンペイを旅し、パリにも訪れた。
1863年にスペインに帰国した後、カディスの王立美術アカデミーReal Academia Provincial de Bellas Artes de Cádizの教授職を務めた後、1865年からマドリードの王立サン・フェルナンド美術アカデミーの会員に選ばれ、教育部門の要職を務めた。
1864年にバイヨンヌで開催されたフランス＝スペイン国際博覧会(Exposition Internationale Franco-Espagnole)で入賞しや1867年のパリ万国博覧会、1876年のフィラデルフィア万国博覧会などに参加した。
イザベル女王勲章(Orden de Isabel la Católica)を受勲した。
1901年にマドリードで没した。

## 作品

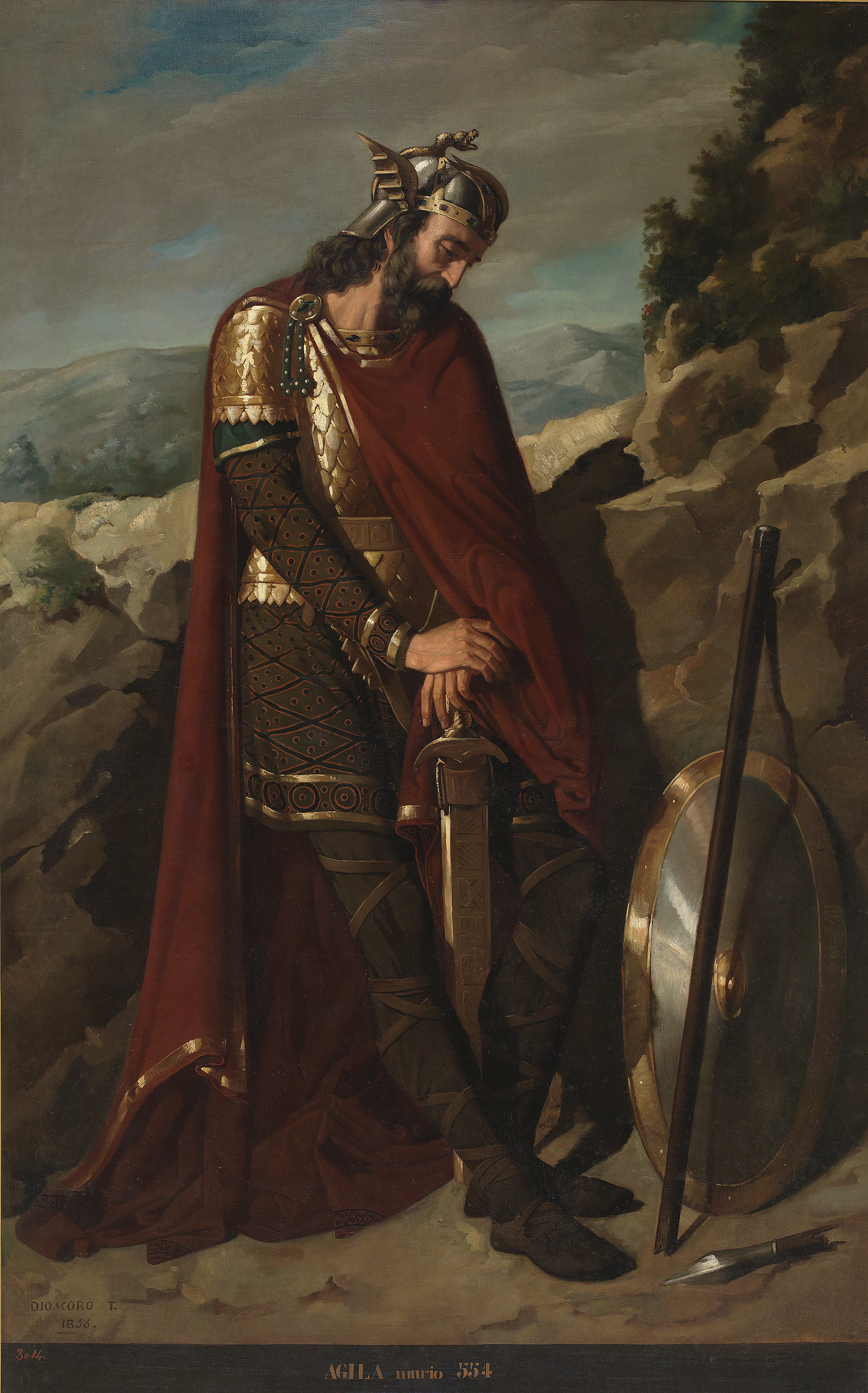
西ゴート王、アギラ1世 (1853) プラド美術館
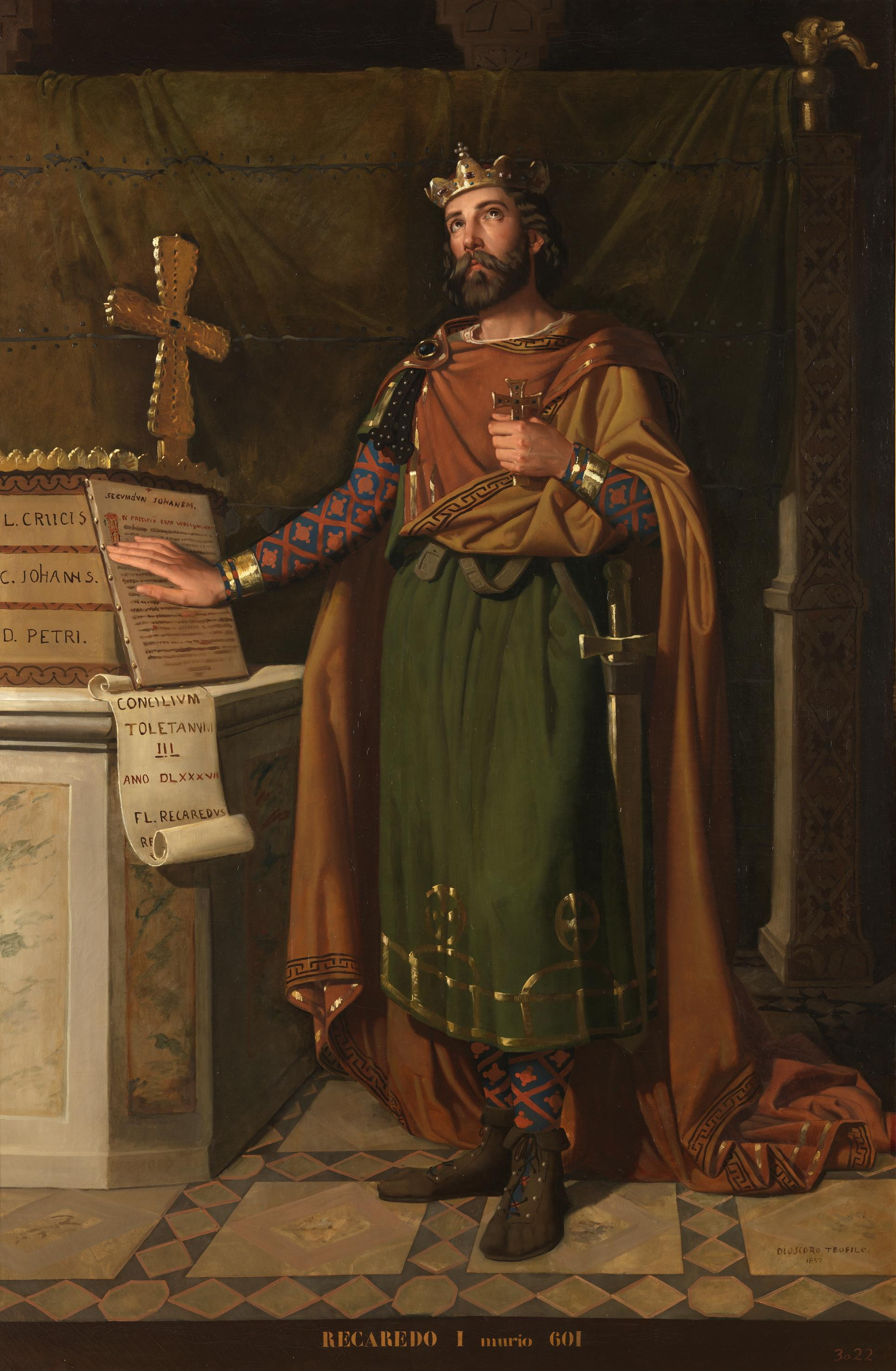
西ゴート王、レカレド1世 (1857) プラド美術館
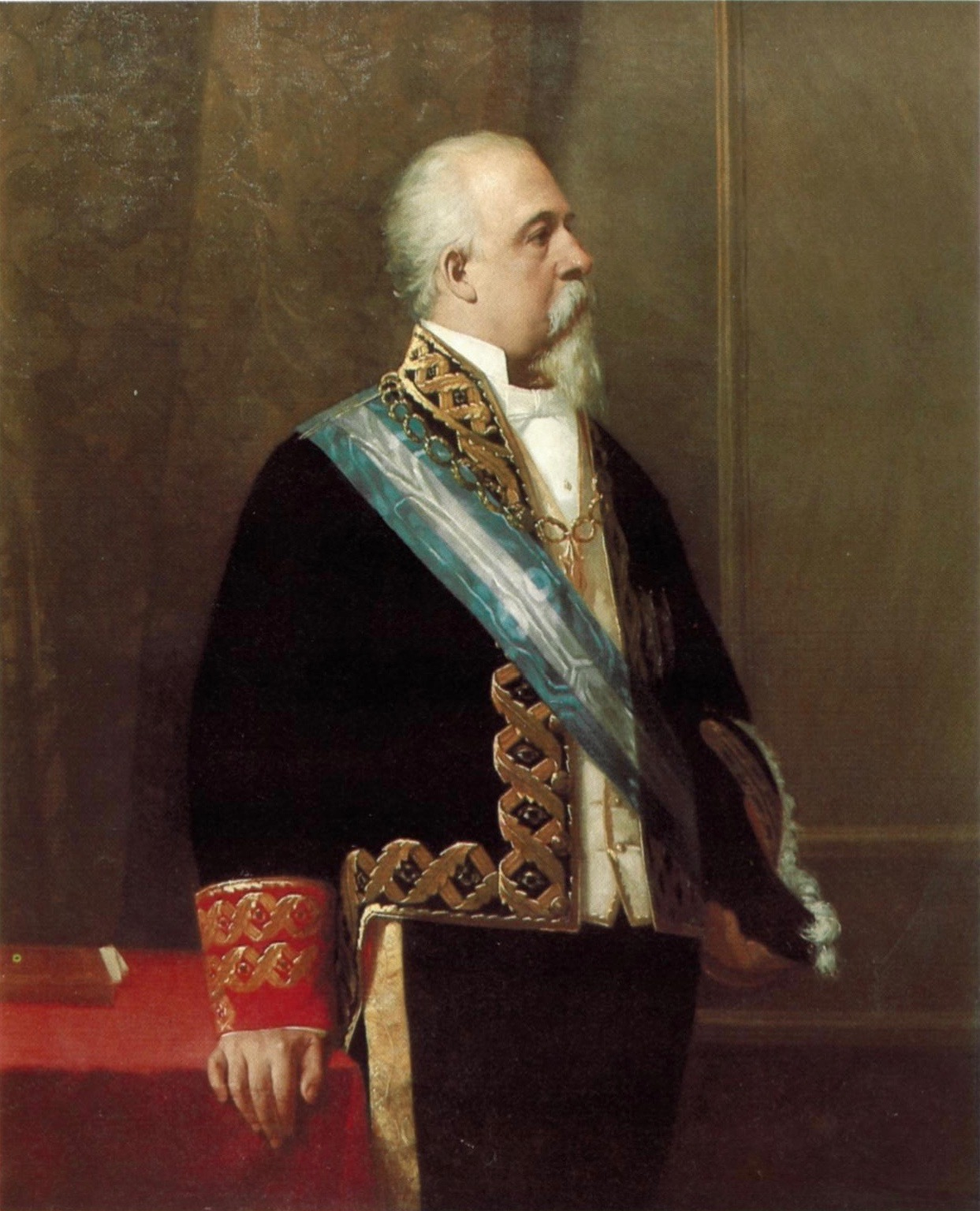
肖像画
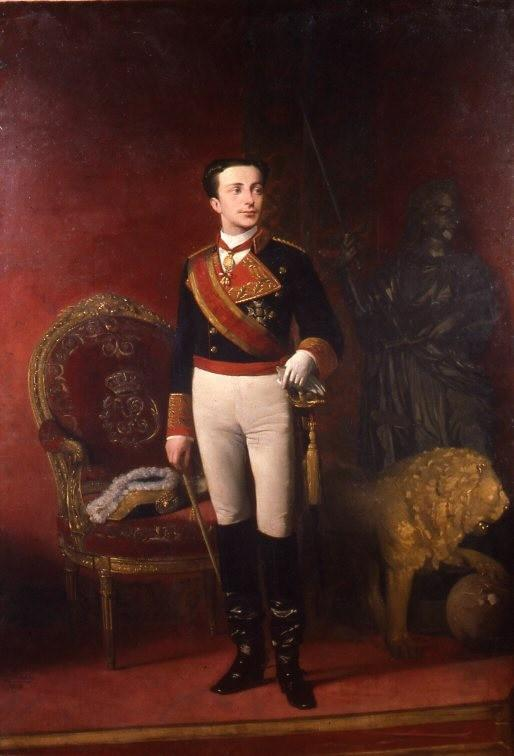
アルフォンソ12世 (スペイン王)

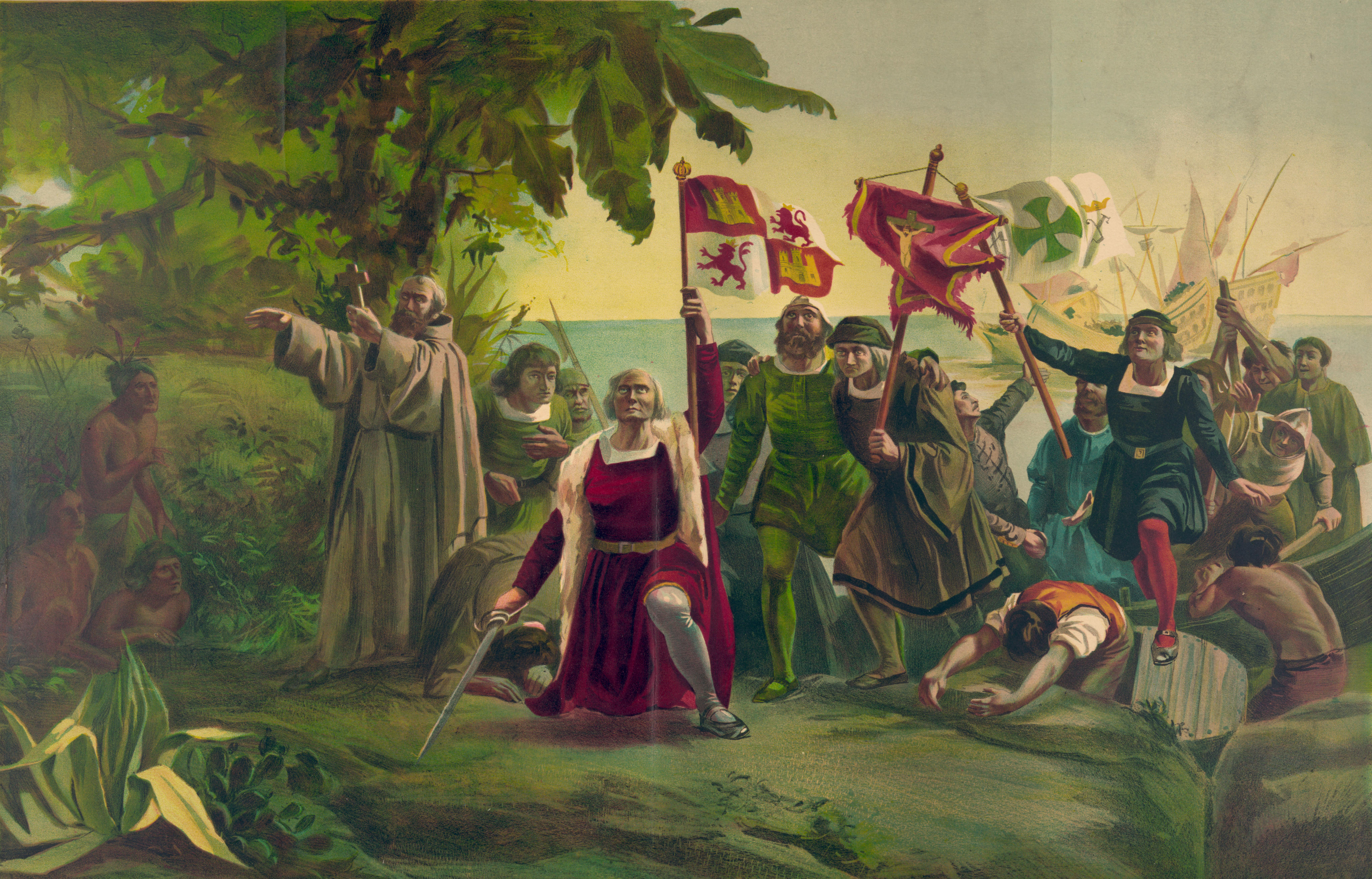
コロンブスの新世界への最初の上陸(1862)
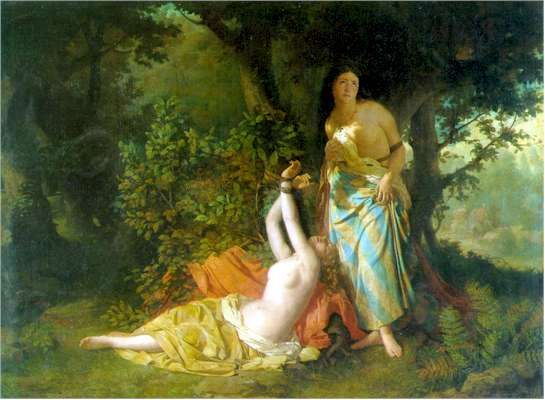
エル・シドの娘たち
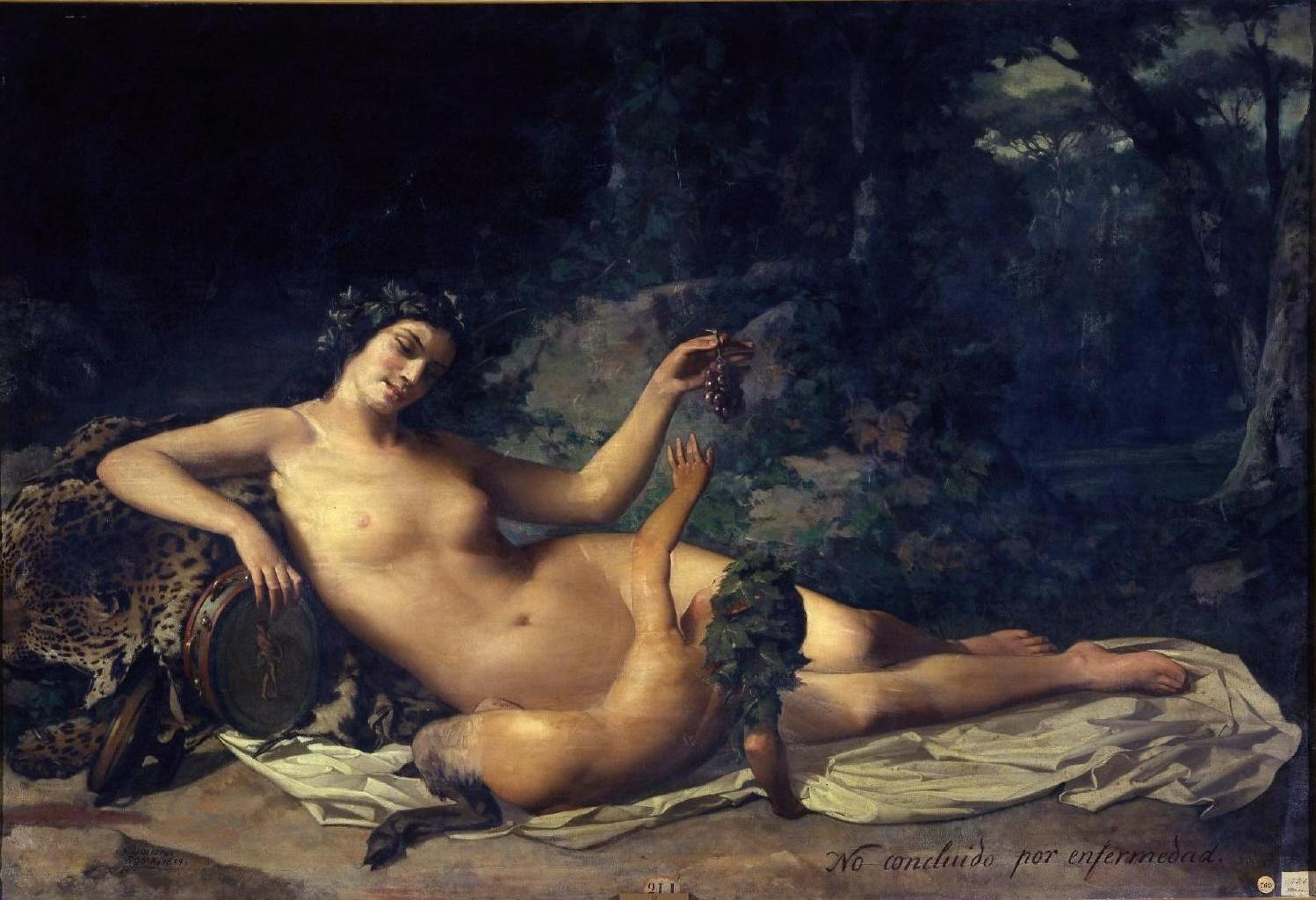
ヴィーナスとキューピッド　(1859) 王立サン・フェルナンド美術アカデミー